# Jean Margéot
Jean Margéot, mavricijski rimskokatoliški duhovnik, škof in kardinal, * 3. februar 1916, Quatre-Bornes, † 17. julij 2009.

## Življenjepis
17. decembra 1938 je prejel duhovniško posvečenje.
6. februarja 1969 je bil imenovan za škofa Port-Louisa in 4. maja istega leta je prejel škofovsko posvečenje.
28. junija 1988 je bil imenovan za kardinala in imenovan za kardinal-duhovnika S. Gabriele Arcangelo all'Acqua Traversa.
Upokojil se je 15. februarja 1993.